# Savang sulphuratus
Savang sulphuratus là một loài bọ cánh cứng trong họ Cerambycidae.